# فيرشير (فيرمونت)
فيرشير (بالإنجليزية: Vershire, Vermont)‏ هي بلدة تقع في مقاطعة أورانج (فيرمونت) بولاية فيرمونت في الولايات المتحدة. تأسست عام 1781، تبلغ مساحتها 94.6 (كم²)، وترتفع عن سطح البحر 495 م، بلغ عدد سكانها 629 نسمة في عام 2000 حسب إحصاء مكتب تعداد الولايات المتحدة وتصل الكثافة السكانية فيها 6.7 نسمة/كم2.

## أعلام
- هاريس إس. ريتشاردسون
- جورج فرانكلين موريس

## وصلات خارجية
- The US50 - Cities and Towns in Vermont State
- Vermont Cities and Towns, Facts, Map, Flag, Colleges, Government, and More